# Susan Gerbic

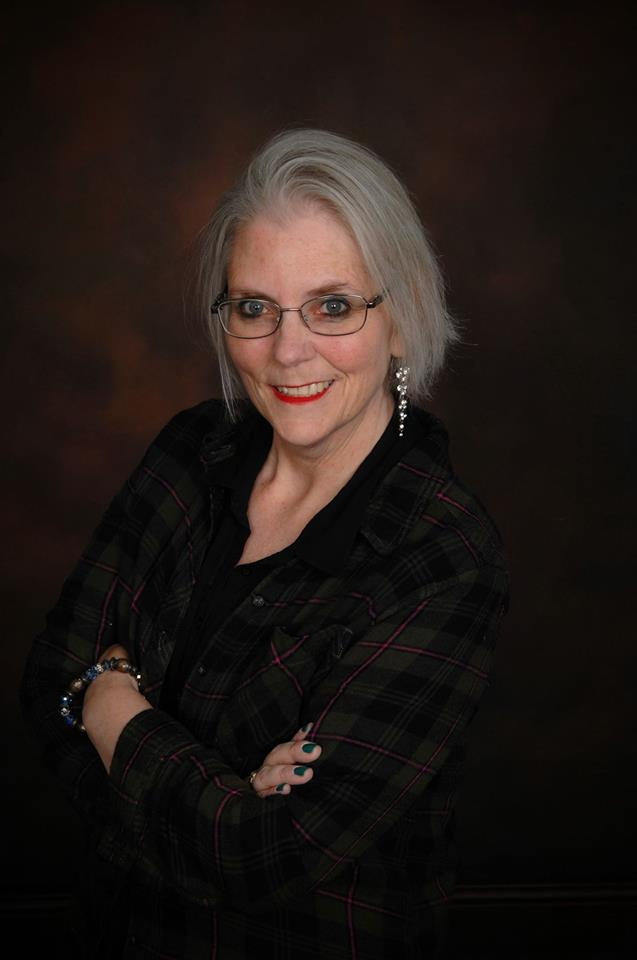
Susan Gerbic Aug 2016

Susan Gerbic (geb. 1962, Salinas, Kalifornien) ist eine US-amerikanische Studio-Photographin, die als Aktivistin des wissenschaftlichen Skeptizismus bekannt wurde, vor allem weil sie Leute entlarvte, die behaupteten, Medien zu sein. Als Kolumnistin für den Skeptical Inquirer ist sie Mitbegründerin der Gruppe der Monterey County Skeptics und Mitglied des Committee for Skeptical Inquiry.

## Leben

### Jugend und Ausbildung
Als jüngste von drei Kindern wurde Gerbic in Salinas, Kalifornien in einer Familie der Southern Baptists aufgezogen. Ihr Vater war 1918 in Euclid, Ohio, als Sohn slowenischer Eltern geboren worden. Er diente im Zweiten Weltkrieg und nach dem Krieg ging er nach Salinas. Susan Gerbic ging an die Freemont Elementary, dann die El Sausal Junior High School und die Alisal High School in Salinas, wo sie 1980 ihren Abschluss machte. Sie wurde in ihrem ersten Jahr im College zur Atheistin. Nach der Highschool studierte sie am Hartnell College (Salinas), wo sie 1993 ein Associate Degree (AA) in General Studies erwarb und 1998 in Geschichte, während sie zugleich arbeitete und ihre zwei Söhne aufzog. 2002 wurde ihr ein Bachelor of Arts (BA) in Social & Behavioral Studies (Sozial- und Verhaltensstudien) von der California State University, Monterey Bay verliehen.

### Fotografie
Gerbic arbeitete ab 1982 bei Lifetouch, einem Porträtstudio im J. C. Penney in der Northridge Mall in Salinas. Sie ging 2016 in den Ruhestand, als das Studio geschlossen wurde.

### Guerrilla Skeptics

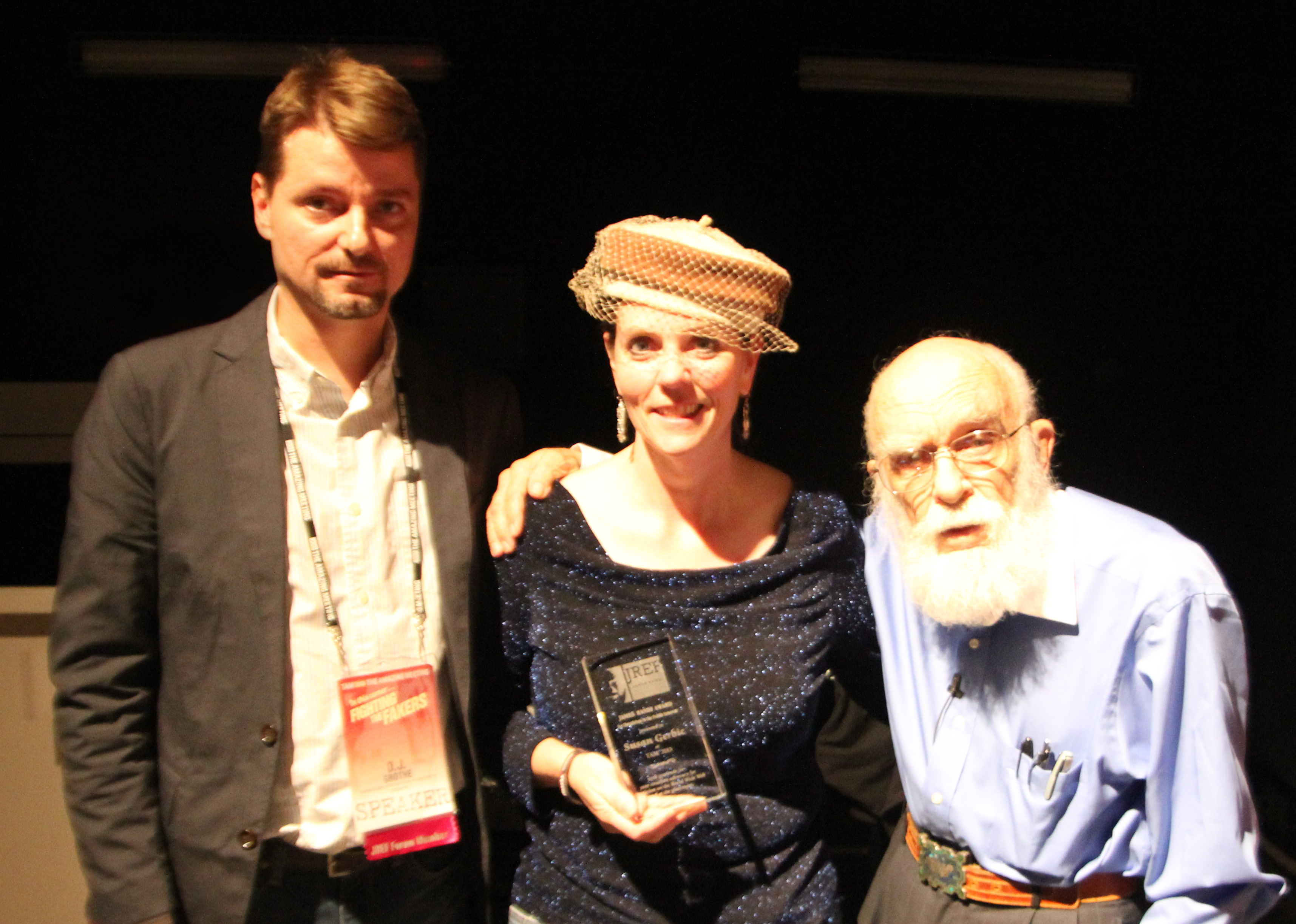
Gerbic, with D. J. Grothe (left) and James Randi (right), receives the James Randi Award for Skepticism in the Public Interest at The Amazing Meeting, July 2013

Gerbic las den Skeptical Inquirer, seit sie 33 Jahre alt war, und im Jahr 2000 nahm sie das erste Mal am Skeptic’s Toolbox-Workshop in Eugene, Oregon, teil. 2009 nahm sie in Mexiko an einer „Amazing Adventure“-Reise des kanadischen Zauberkünstlers und Skeptikers James Randi teil; die New York Times schrieb, Randi habe ein MacArthur grant verwendet um solche „jährlichen Bootsreisen gefüllt mit Skeptikern“ („annual ship cruises filled with skeptics“) zu unternehmen.
Ein Großteil von Gerbics Aktivismus bestand darin, verdeckte Operationen gegen Menschen zu organisieren, die behaupteten, mit Geistern von Verstorbenen Kontakt aufnehmen zu können. Sie und eine Gruppe von Freiwilligen, die sich „Guerrilla Skeptics“ nannten, richteten gefälschte Facebook-Profile ein und besuchten dann Medien, von denen sie behaupteten, Nachrichten von den Personen in den Profilen zu erhalten. Gerbics Team zeichnete die Sitzung auf und veröffentlichte die Beweise online.
2010 gründete Gerbic die Gruppe „Guerrilla Skepticism on Wikipedia“ (GSoW), eine Gruppe von Verfassern, die Wikipedia-Artikel erstellen und bearbeiten, welche wissenschaftlichen Skeptizismus widerspiegeln. The New York Times Magazine berichtete im Februar 2019 in einem Interview mit Gerbic, dass GSoW 144 Redakteure hatte, die an fast 900 Wikipedia-Seiten gearbeitet hatten.

### Auszeichnungen
- In the Trenches (In den Schützengräben) des Committee for Skeptical Inquiry 2012, Skeptic’s Toolbox Workshop[14]
- James Randi Award for Skepticism in the Public Interest beim The Amaz!ng Meeting 2013[14]
- Auszeichnung der James Randi Educational Foundation 2017 (mit der Gruppe der 'Guerrilla Skeptics')[15]
- Fellow des Committee for Skeptical Inquiry, Februar 2018.[7]
- 2019 Balles Award for Critical Thinking, Center for Inquiry[16]

## Familie
Gerbic hatte Robert Forsyth 1983 geheiratet. Das Paar hatte zwei Söhne und die Ehe endete 2002. Später war Gerbic in einer Beziehung mit dem Mentalist Mark Edward (August 2018). Sie lernten sich 2009 auf einer von James Randis Skeptics’ Cruises in Mexiko kennen; Edward arbeitete auf dem Schiff als Entertainer.

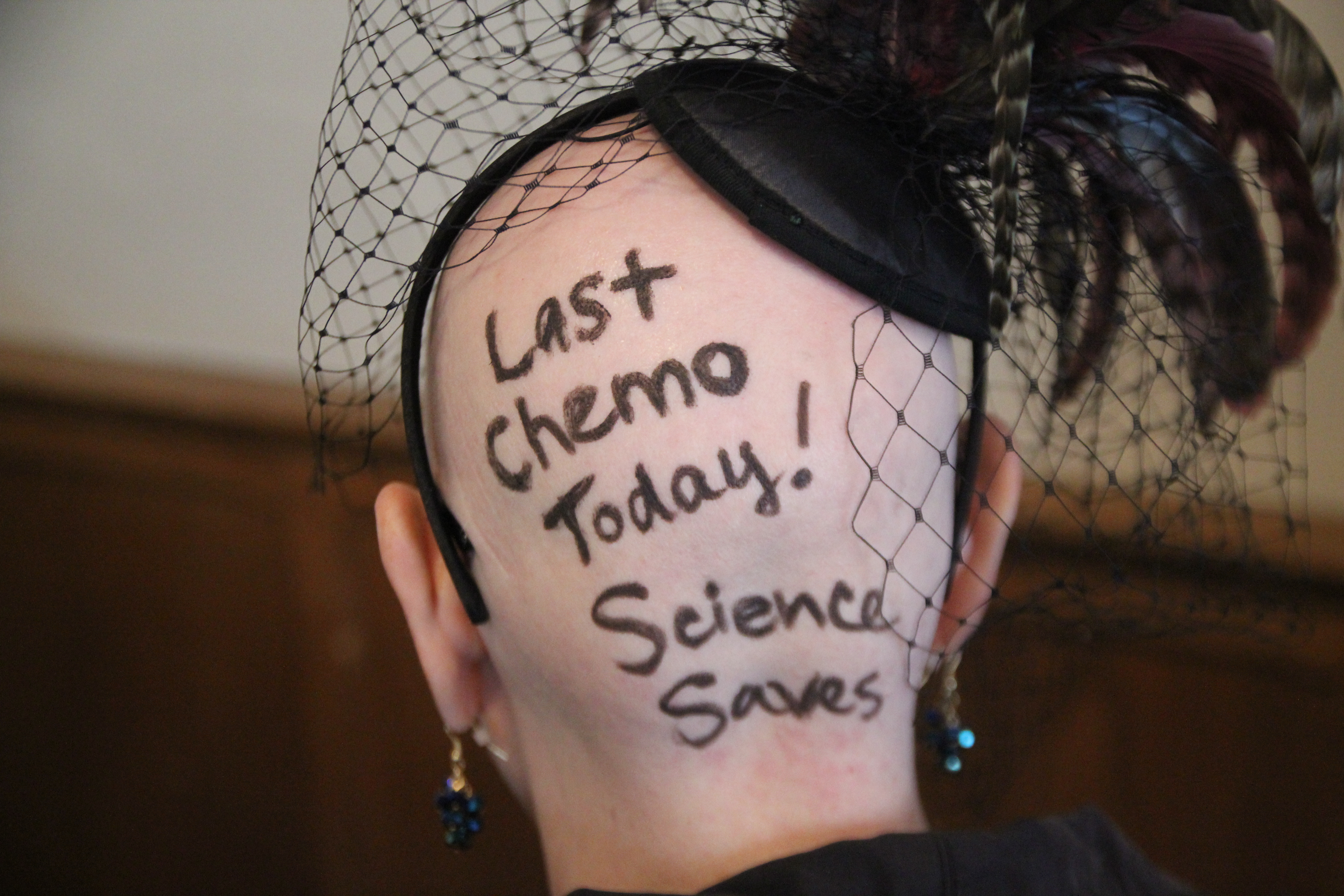
Gerbic im Dezember 2013

2013 entdeckte Gerbic, dass sie an Brustkrebs erkrankt war, nachdem sie und eine Kollegin von Lifetouch sich auf Angelina Jolies vorbeugende Brustentfernung hin hatten untersuchen lassen. Im Dezember desselben Jahres hatte Gerbic 20 Wochen Chemotherapie für Krebs im fortgeschrittenen Stadium hinter sich gebracht und im März 2014, 33 Sitzungen Strahlentherapie. Gerbic arbeitete während der Behandlung weiter und ihr Kontroll-Mammogram zeigte keinen Krebs mehr. Sie berichtete, dass diese Erfahrung sie stärker gemacht habe.
- James Randi verkündet die Preisverleihung des James Randi Educational Foundation Prize (JREF) 2017 an Gerbic
- Gerbic spricht über GSoW beim 17. European Skeptics Congress, Wrocław, Polen

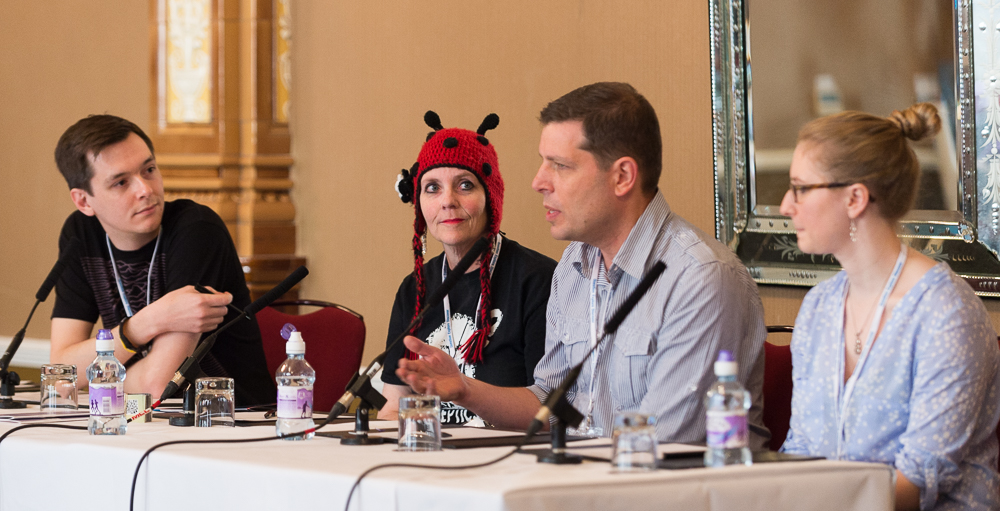
Gerbic (2. v.l.) bei der QEDcon 2014 mit Michael Marshall, Eran Segev und Samantha Stein